# 西部方面军
西部方面军是苏德战争时的苏联战役战略集团。
1919年，在俄国内战其间，曾组建西方方面军，1924年撤销。
1941年6月22日西部特别军区被改编为西部方面军，曾编入该方面军的部队有第3、第4、第10、第13、第5、第11、第16、第19、第20、第21、第22、第28、第29、第30、第31、第32、第33、第39、第43、第49、第50、第61、第68軍團，第1突击軍團，第10、第11近衛軍團，第3、第4戰車軍團和空军第1、第4航空軍團。方面军司令先后为德米特里·巴甫洛夫大将（1941年6月）、铁木辛哥元帅（1941年7—9月）、科涅夫中将（1941年9至10月和1942年8月至1943年2月）、朱可夫大将（1941年10月至1942年8月）、索科洛夫斯基上将（1943年2月至1944年4月）、切尔尼亚霍夫斯基上将（1944年4月）。参加过比亚韦斯托克-明斯克战役、莫斯科会战、布良斯克战役、勒热夫战役、库尔斯克会战、斯帕斯-杰缅斯克战役、斯摩棱斯克战役。1944年4月24日被撤销，所部编入白俄罗斯第3方面军和白俄罗斯第2方面军。